# Monteagudo de las Vicarías
Monteagudo de las Vicarías település Spanyolországban, Soria tartományban. Monteagudo de las Vicarías Almaluez, Alentisque, Momblona, Maján, Cañamaque, Fuentelmonge, Pozuel de Ariza, Monreal de Ariza és Santa María de Huerta községekkel határos. Lakosainak száma 177 fő (2024).

## Népesség
A település népessége az elmúlt években az alábbi módon változott:
| Lakosok száma | 288  | 268  | 242  | 239  | 246  | 229  | 206  | 185  | 186  | 177  |
|               | 2001 | 2004 | 2007 | 2009 | 2012 | 2014 | 2017 | 2019 | 2022 | 2024 |